# Em dic Sara
Em dic Sara és una pel·lícula espanyola estrenada el 1999 dirigida per Dolors Payàs i Puigarnau, autora també del guió, en el que ha estat el seu primer llargmetratge. Es tracta d'una pel·lícula discursiva protagonitzada per una dona de quaranta anys. Ha estat doblada al català.

## Sinopsi
Sara és una dona de quaranta anys que treballa com a professora i que té una parella estable i una filla adolescent. Però encara que té una existència agradable, la seva vida fa un gir inesperat i sent que el seu món s'enfonsa en ser conscient del pas del temps i que, en realitat, no és feliç amb el que ha construït fins a aquest moment: la seva parella no li dona el que vol, i la seva mira la mira amb cert esglai, però el problema està en ella mateixa.

## Repartiment
- Elvira Mínguez... Sara
- François-Eric Gendron	 ... Adrián
- Jeannine Mestre...	Julia
- Chete Lera...	Simón
- Eulàlia Ramon... Susana
- Vicky Peña... Elvira
- Pepa López... Teresa
- Carme Fortuny...	Matilde
- Pep Ferrer	...	Octavio
- Ángel de Andrés López...	Pancho
- Gemma Cuervo... Mare de Sara

## Premis
- Premi Turia a la millor opera prima[4]
- Festival Internacional de Cinema d'Alexandria (1998): Premi a la millor actriu.[5]
- Festival de Cinema Hispà de Miami (1999): Premi a la millor actriu.[6]